# استحمام الطفل
استحمام الطفل هي حفلة توزيع الهدايا أو حفل وله أسماء مختلفة في ثقافات مختلفة. ويتم فيه الاحتفال بالولادة أو الولادة المتوقعة للطفل أو تحوَل المرأة إلى أم.

## علم أصول الكلمات
غالبًا ما يُفترض أن مصطلح «الدش (الغيث)» يعني أن الأم الحامل «تمطر» بالهدايا. ربما يكون هناك عرف ذو صلة، يُطلق عليه اسم «دش الزفاف»، وقد اشتق اسمه من العادة في القرن التاسع عشر لوضع الهدايا داخل مظلة، والتي عند فتحها «ستستحم» العروس لتكون مع الهدايا. بدلاً من ذلك، قد يشير المصطلح إلى «العرض الأول» للطفل الجديد للعائلة ودائرة الأصدقاء، على الرغم من أن استحمام الطفل عادة ما يتم عقده قبل ولادة الطفل.

## الوصف

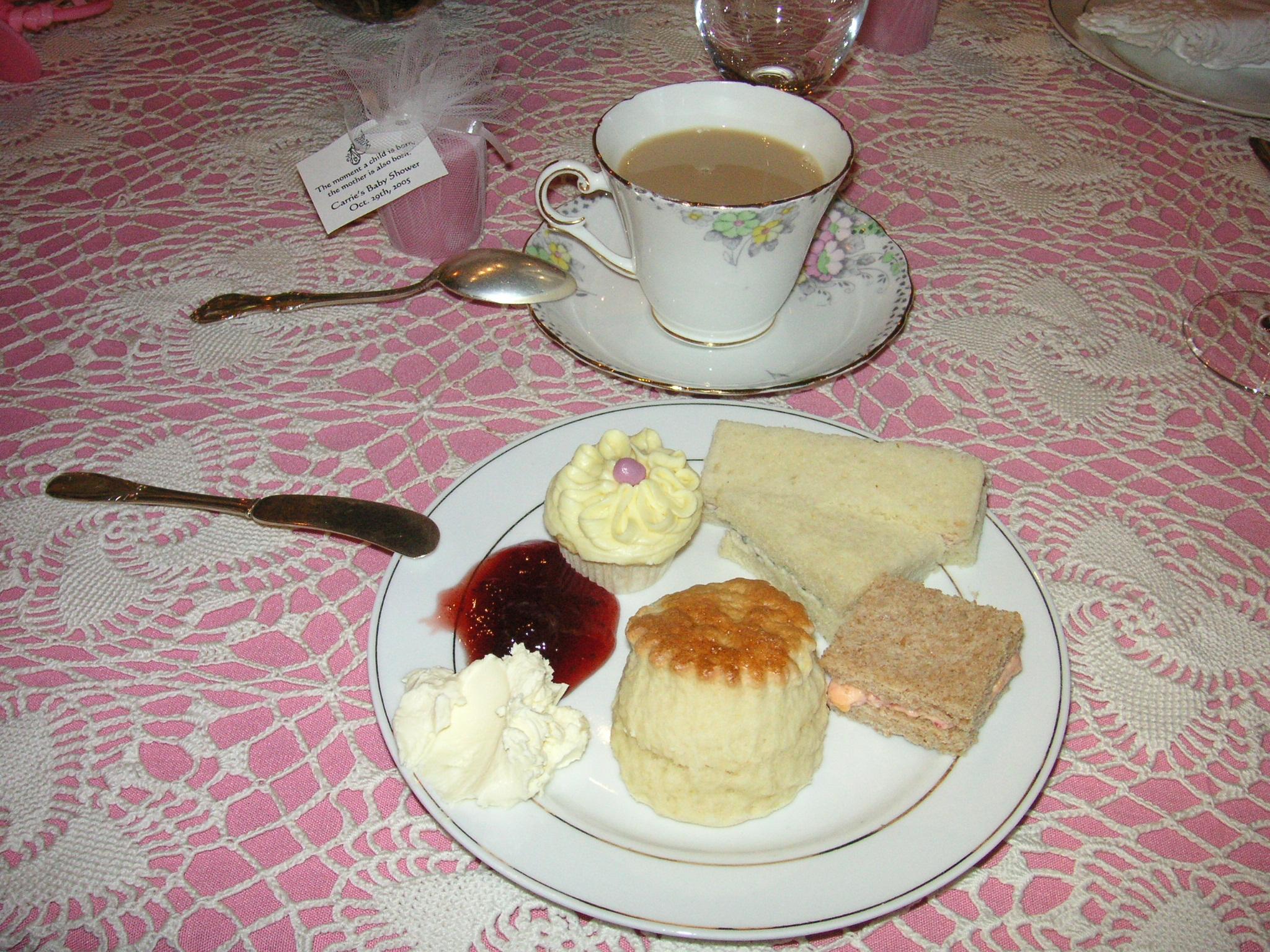
غالبًا ما يتم تقديم الكعك وطعام يؤكل باليد في حفل استحمام الطفل.

تقليدياً، يكون حفل الاستحمام للأطفال فقط للطفل الأول للعائلة، والنساء فقط مدعوون، على الرغم من أن هذا قد تغير في السنوات الأخيرة، مما يسمح الآن بتقسيم الاستحمام لجماهير مختلفة: مكان العمل، الجنس المختلط، والنسوية. تشمل أنشطة استحمام الأطفال تقديم الهدايا وممارسة الألعاب ذات الطابع الخاص.

## مراجع

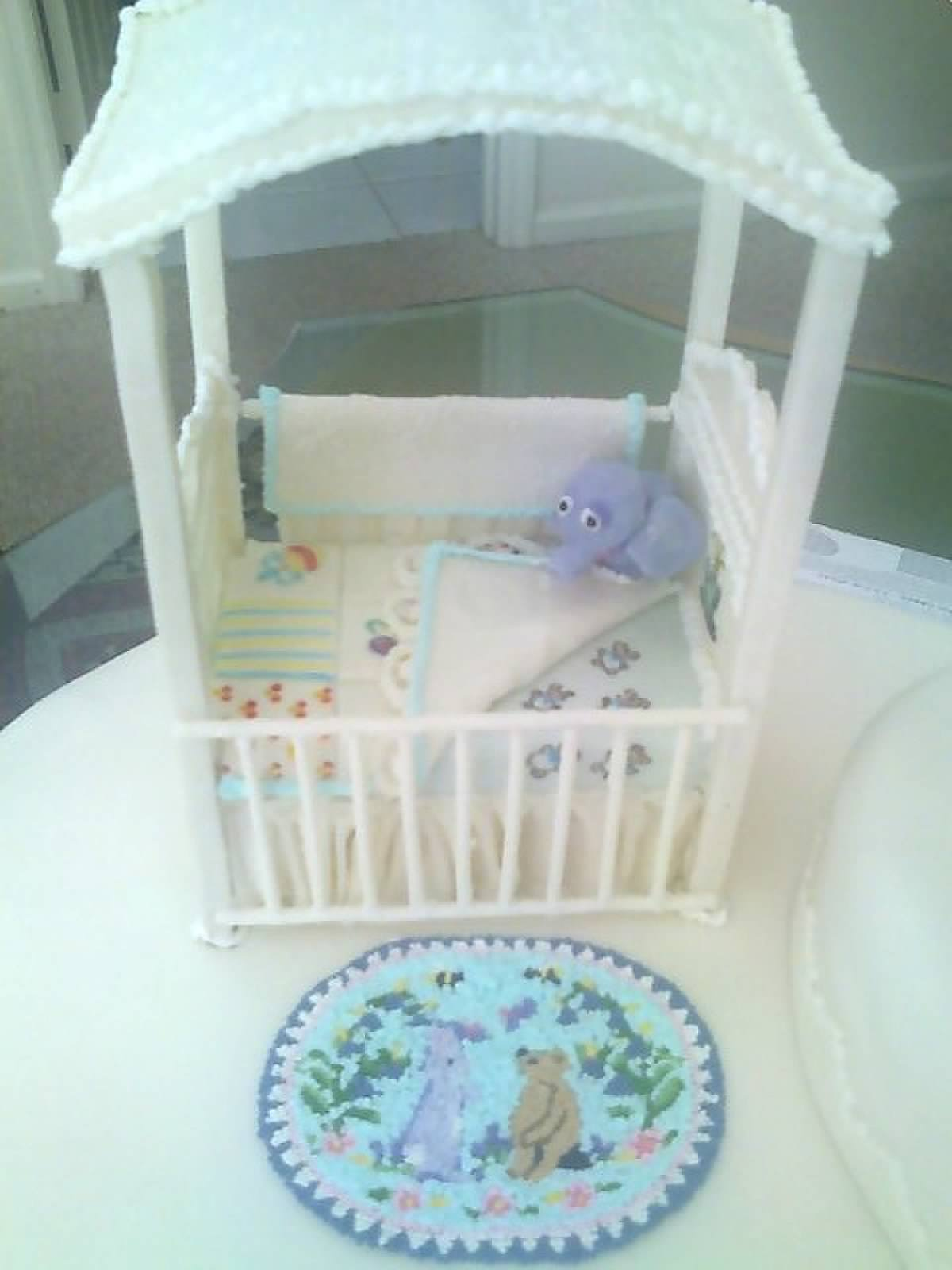
كعكة استحمام الطفل (لاحظ أن الغطاء يتم إرجاعه للخلف قليلاً في انتظار الطفل الجديد)